# GQM-163 Coyote

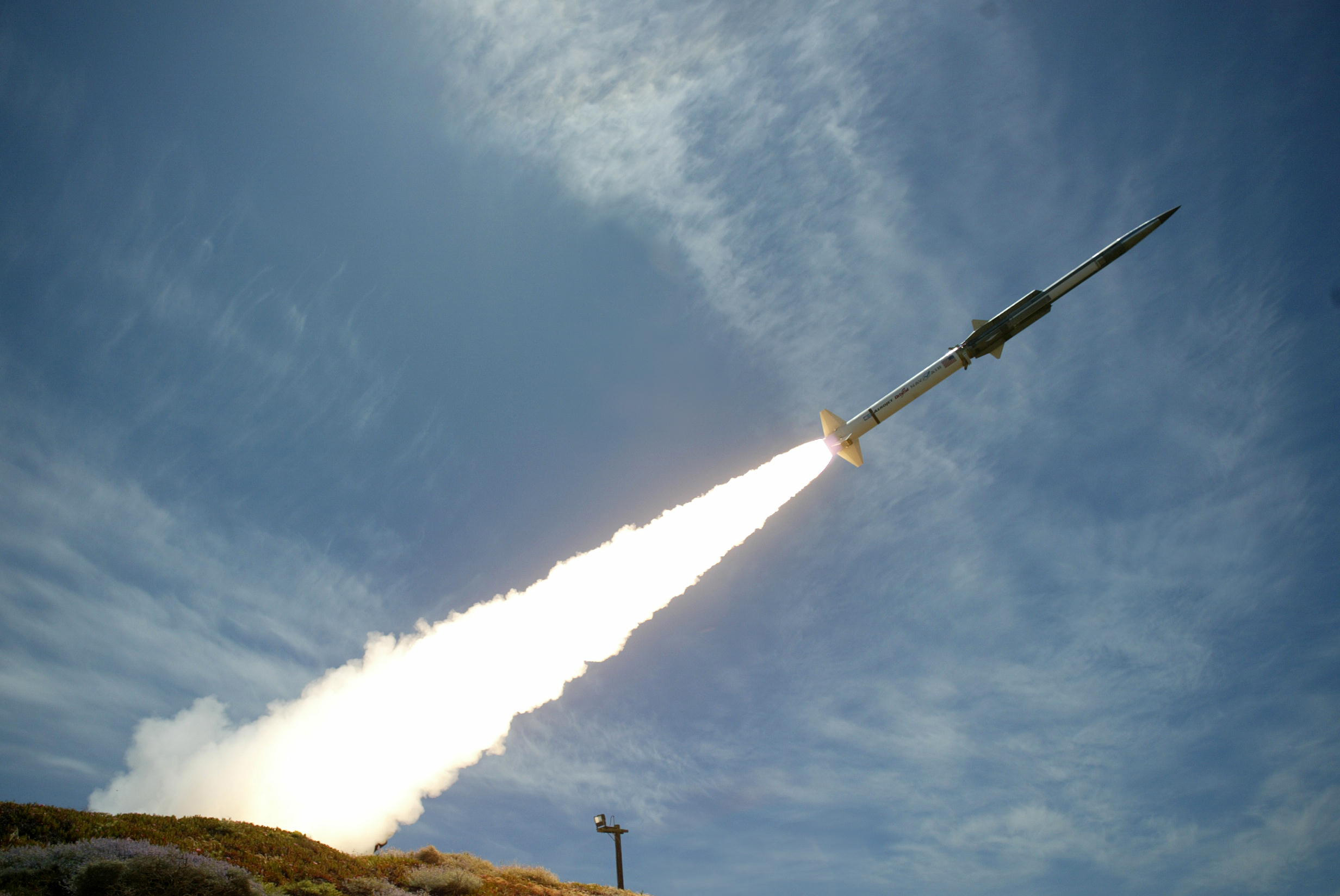
Start einer GQM-163 Coyote

Bei der GQM-163 Coyote handelt es sich um eine überschallschnelle Zieldarstellungsdrohne, die zu Übungszwecken insbesondere von der US Navy eingesetzt wird. Ähnlich der Vorgängerdrohne MQM-8 Vandal werden Teile veralteter Flugabwehrraketen verwendet, um die Kosten zu senken. Konkret kommt der MK 70 Booster, Teile der Flugsteuerung und Batterien der SM-1- und SM-2-Familie zum Einsatz.
Der Antrieb wird nach dem Start durch ein Ramjet-Triebwerk vom Typ MARC-R-282 von Aerojet Rocketdyne gewährleistet, das die Drohne auf mehrfache Schallgeschwindigkeit beschleunigt, wobei die genaue Endgeschwindigkeit vom Flugprofil abhängt. Bei der Simulation von tieffliegenden Überschall-Seezielflugkörper (z. B. SS-N-22 oder BrahMos) fliegt die GQM-163 mit einer Geschwindigkeit von Mach 2,5 in einer Höhe von 5 Metern, bei der Simulation von hochfliegenden Bedrohungen (z. B. AS-4 oder AS-17) wird ein Sturzflug aus 15 km Höhe mit mehr als Mach 3,5 durchgeführt. Während des Fluges können auch Manöver mit hohen g-Belastungen durchgeführt werden, um das Abfangen realitätsgetreu zu erschweren.
Die Entwicklung der GQM-163 begann im Jahre 2000. Sie wird seit 2005 an die US Navy ausgeliefert und erreichte 2022 die Marke von 100 Einsätzen.